# Индийско-лесотские отношения
Индийско-лесотские отношения — двусторонние дипломатические отношения между Индией и Лесото. Государства являются членами Организации Объединённых Наций, Движения неприсоединения, Содружества наций, Международного валютного фонда (МВФ) и Всемирного банка (ВБ).

## История
Правительство Лесото считает Индию крупнейшей демократией в мире, а также принимает во внимание её вклад в содействие миру, а также официально поддерживает кандидатуру Индии на постоянное место в реформированном Совете Безопасности ООН. Лесото признаёт Кашмир неотъемлемой частью Индии и поддерживает её позицию по этому вопросу. 
С 1996 года Высокая индийская комиссия в Претории представляет интересы страны и в Лесото, а до нее — Высокая комиссии в Ботсване. В августе 2003 года после визита премьер-министра Лесото Пакалиты Мосисили в Индию было открыло постоянное представительство в Нью-Дели. Шабир Пирбхай был назначен Высоким комиссаром Лесото в Индии, а Шри Ман Мохан Бакайя был назначен почётным консулом Индии в Лесото в марте 2014 года на церемонии, проведенной в  Масеру Высоким комиссаром Индии в Южно-Африканской Республике.

## Экономические связи
В 2010—2011 годах объём индийского экспорта в Лесото оценивался примерно в 17 миллионов долларов США, а импорт из Лесото в Индию — всего в 1 миллион долларов США.